# Alkmaar '54 in het seizoen 1964/65
Het seizoen 1964/1965 was het 11e jaar in het bestaan van de Alkmaarse betaaldvoetbalclub Alkmaar '54. De club kwam uit in de Eerste divisie en eindigde daarin op de 11e plaats. Tevens deed de club mee aan het toernooi om de KNVB Beker, hierin werd in de eerste ronde verloren van Hilversum (1–2).

## Wedstrijdstatistieken

### Eerste divisie
|       | Blauw-Wit | DHC   | Eindhoven | Elinkwijk | Enschedese Boys | Excelsior | Holland Sport | N.E.C. | RBC   | Veendam | Velox | Volendam | De Volewijckers | VVV   | Willem II |
| ----- | --------- | ----- | --------- | --------- | --------------- | --------- | ------------- | ------ | ----- | ------- | ----- | -------- | --------------- | ----- | --------- |
| Thuis | 0 – 2     | 1 – 3 | 2 – 1     | 5 – 3     | 0 – 1           | 1 – 2     | 1 – 1         | 0 – 1  | 2 – 1 | 4 – 1   | 0 – 1 | 4 – 3    | 2 – 1           | 4 – 0 | 2 – 3     |
| Uit   | 2 – 4     | 2 – 3 | 4 – 5     | 2 – 0     | 6 – 1           | 0 – 0     | 4 – 0         | 0 – 3  | 1 – 3 | 2 – 0   | 2 – 1 | 5 – 2    | 4 – 0           | 1 – 3 | 2 – 1     |

### KNVB beker
| 1e ronde                                                   | Hilversum                    | 2 – 1 (2 – 1) | Alkmaar '54        |
| 19 september 1965 Plaats: Hilversum Gemeentelijk Sportpark | Peter Wiskie Eddy Quinet 30' |               | 5' Bob van Rijssel |

## Statistieken Alkmaar '54 1965/1966

### Eindstand Alkmaar '54 in de Nederlandse Eerste divisie 1965 / 1966
| Stand | Gespeeld | Gewonnen | Gelijk | Verloren | Punten | Doelpunten voor | Doelpunten tegen |
| ----- | -------- | -------- | ------ | -------- | ------ | --------------- | ---------------- |
| 11e   | 30       | 13       | 2      | 15       | 28     | 54              | 61               |

### Topscorers
| #      | Naam            | Goal |
| ------ | --------------- | ---- |
| 1.     | Piet Buis       | 16   |
| 2.     | Paul Amara      | 13   |
| 3.     | Wim Visser      | 9    |
| 4.     | János Hanek     | 6    |
| 4.     | Bob van Rijssel | 6    |
| 6.     | Sietze de Vries | 3    |
| 7.     | Jan Visser      | 1    |
| Totaal | Totaal          | 54   |

| #      | Naam            | Goal |
| ------ | --------------- | ---- |
| 1.     | Bob van Rijssel | 1    |
| Totaal | Totaal          | 1    |

## Voetnoten
Alkmaar '54 ·
Blauw-Wit ·
DHC ·
Elinkwijk ·
Enschedese Boys ·
Eindhoven ·
Excelsior ·
Holland Sport ·
N.E.C. ·
RBC ·
Veendam ·
Velox ·
Volendam ·
De Volewijckers ·
VVV ·
Willem II